# Still I Rise
Still I Rise е албум на рапърът Тупак Шакур и групата Outlawz. Албумът съдържа неидаван дотогава материал. Издаден е на 14 декември 1999.
Албумът включва сингълът Baby Don't Cry, който по лирическото си звучене напомня всеизвестните Brenda's Got A Baby и Keep Ya Head Up.

## Списък на песните
1. Letter to the President (с участието на Big Syke)
2. Still I Rise
3. Secretz of War
4. Baby Don't Cry (Keep Ya Head Up II)
5. As the World Turns
6. Black Jesuz
7. Homeboyz
8. Hell 4 a Hustler
9. High Speed
10. The Good Die Young
11. Killuminati
12. Tear Drops and Closed Caskets (с участието на Nate Dogg)
13. Tattoo Tears
14. U Can Be Touched
15. Y'all Don't Know Us